# پادشاهی هلند (۱۸۱۰–۱۸۰۶)
پادشاهی هلند (زبان هلندی: Koninkrijk Holland) را ناپلئون بناپارت به عنوان یک دولت دست‌نشانده برای برادر سومش، لویی بناپارت تأسیس کرد تا منطقه را بهتر کنترل کند. استان اصلی در این کشور، هلند نام داشت که بعدها به کل کشور هلند گفته شد.
لویی بناپارت که شاه منطقه بود بر پایهٔ توصیه‌های برادرش حکومت داری نکرد و بیشتر به نظر ساکنان هلند توجه داشت از این رو حکومت کم‌کم ضعیف شد تا در ۱۸۱۰ پادشاهی از بین رفت و هلند به خاک فرانسه پیوست و تا ۱۸۱۳ این پیوستن ادامه داشت.
پادشاهی هلند شامل هلند امروزی به جز لیمبورخ و بخش‌هایی از زیلاند بود که آن موقع جزئی از فرانسه بود همچنین East Frisia که در خاک آلمان امروزی بود نیز در پوشش پادشاهی هلند بود. این نخستین پادشاهی در هلند پس از ۱۵۸۱ بود.